# Krzysztof Daszyk
Krzysztof Karol Daszyk (ur. 13 marca 1964) – polski historyk, dr hab., profesor Uniwersytetu Jagiellońskiego, wykładowca Instytutu Historii UJ.

## Życiorys
W 1988 ukończył studia na Wydziale Filozoficzno-Historycznym Uniwersytetu Jagiellońskiego. W 1994 obronił pracę doktorską pt. Osobliwy Podolak. W kręgu myśli historiozoficznej i społeczno-politycznej Wojciecha hr. Dzieduszyckiego (promotor Mariusz Kulczykowski). 25 stycznia 2002 Rada Wydziału Historycznego UJ nadała mu stopień doktora habilitowanego na podstawie rozprawy: Strażnik romantycznej tradycji. Rzecz o Stefanie Buszczyńskim. Aktualnie jest pracownikiem Katedry Historii Nowoczesnej Instytutu Historii UJ. Był promotorem dwóch prac doktorskich.

## Dzieła
- 1993: Osobliwy Podolak. W kręgu myśli historiozoficznej i społeczno-politycznej Wojciecha hr. Dzieduszyckiego
- 2001: Strażnik romantycznej tradycji. Rzecz o Stefanie Buszczyńskim
- 2010: "Niech wróci mogiła"... Ideowo-polityczne spory o wawelski grób dla Juliusza Słowackiego
- 2018: "Bo imię jego jest Polska". Tadeusz Kościuszko w patriotycznej legendzie i politycznym micie czasów porozbiorowych. (Esej historyczny)
- 2021: Który szedł po życie nowe... Opowieść o poecie-legioniście Stanisławie Długoszu "Teterze"